# Tillandsia bochilensis
Tillandsia bochilensis là một loài thuộc chi Tillandsia. Đây là loài đặc hữu của México.